# Mijenja se vrijeme
Mijenja se vrijeme je pjesma koju pjeva Nina Badrić, hrvatska pjevačica. Pjesma je objavljena 2017. godine. Ima dva remiksa: Kameny Remix i Denis Goldin Remix, sa više verzija.

## Tekst i melodija
Pjesma Mijenja se vrijeme je autorsko djelo, čiji je tekst i muziku uradio Predrag Martinjak Pegi.
Producent je Bejbi Duks.

## Spot
Režiser spota je Dario Radusin. Na Jutjub je otpremljen 13. novembra 2017. godine i ima preko 600.000 prikaza.

## Spoljašnje veze
- Mijenja se vrijeme (master) na sajtu  (jezik: engleski)